# Peer Hultberg
Peer Hultberg (8. listopadu 1935 Vangede – 20. prosince 2007) byl dánský spisovatel, dramatik, slavista, polonista a jungovský analytik. Velkým tématem jeho děl je pocit viny.
V dětství a během dospívání žil ve městech Horsens a Viborg. Od roku 1953 studoval na Kodaňské univerzitě francouzštinu, hudební vědu a slovanské jazyky. Několik let žil ve Skopje a ve Varšavě. V roce 1959 se přestěhoval do Londýna. Pokračoval ve studiu slovanských jazyků na Londýnské univerzitě, bakalářský titul zde získal v roce 1963. Několik let zde pak polský jazyk a polskou literaturu i učil. Jeho diplomová práce byla věnována Waclawu Berentovi. Po získání titulu Ph.D. se v roce 1968 přestěhoval zpět do Dánska a učil polonistické předměty na Kodaňské univerzitě. Z polštiny též hojně překládal, například díla Witolda Gombrowicze. V roce 1973 začal studovat analytickou psychologii na Institutu C. G. Junga v Curychu, kde v roce 1978 získal diplom. Přestěhoval se do Hamburku a několik let pracoval jako jungiánský analytik. V Německu žil až do smrti. Jeho spisovatelská kariéra začala v roce 1966. Úspěch mu však přinesl až román Requiem z roku 1985. Za román Byen og verden z roku 1992, skládající se ze "100 mikrorománů", získal Cenu dánských kritiků a později i nejprestižnější skandinávské literární ocenění, Cenu Severské rady. Roku 1996 se obrátil k dramatu, napsal osm divadelních her, většinu uvedlo Dánské královské divadlo (Det Kongelige Teater) a divadlo v Århusu. V roce 2004 obdržel Velkou cenu Dánské akademie za celoživotní dílo.